# Friedrich Andreas Crome
Friedrich Andreas Crome (* 20. April 1705 in Hullersen; † 20. Oktober 1778 in Alfeld (Leine)) war ein deutscher lutherischer Theologe, Konsistorialrat und Generalsuperintendent der Generaldiözese Alfeld.

## Leben

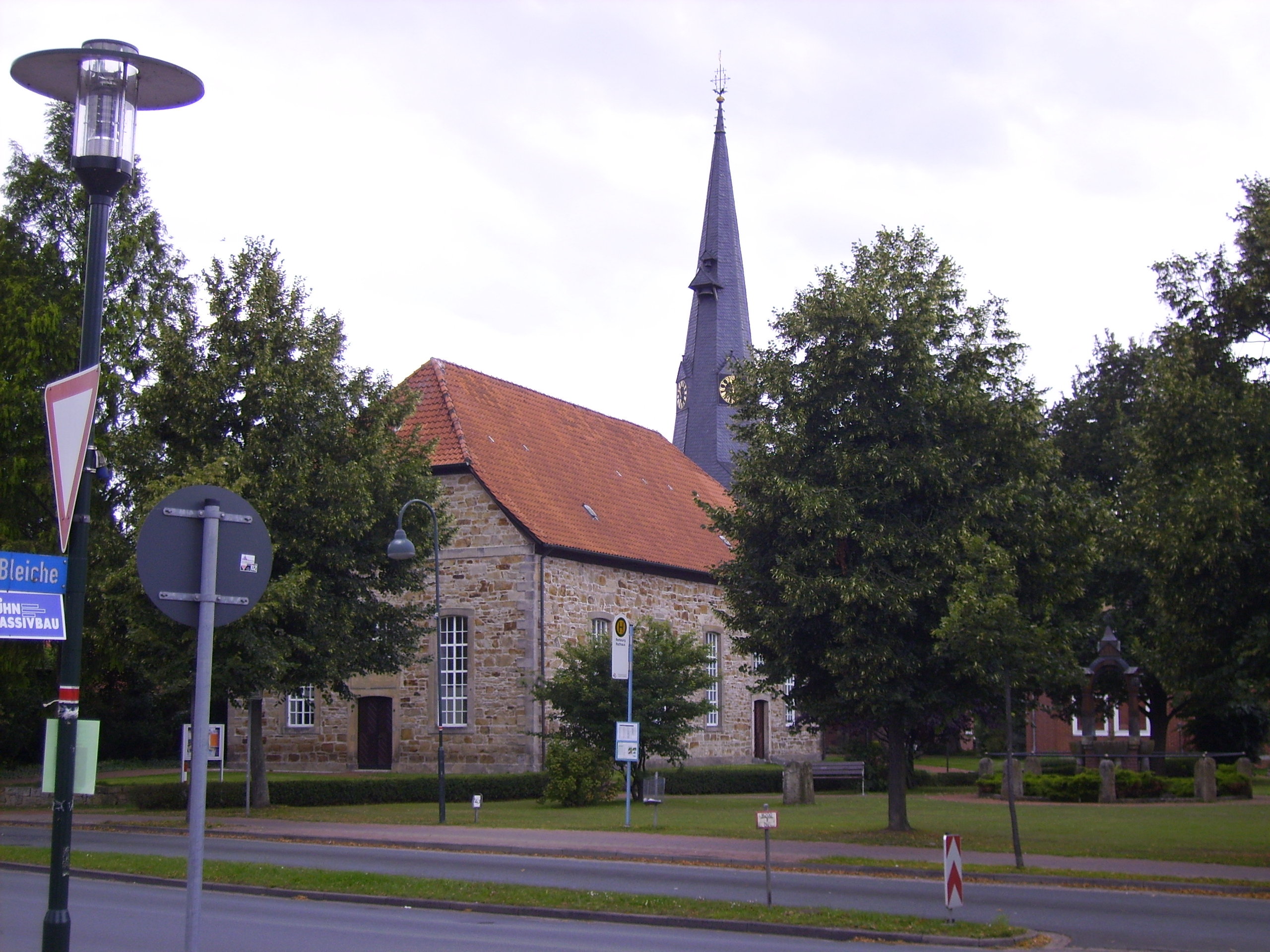
St.-Martini-Kirche in Rehburg, eingeweiht 1749

Crome, ein Sohn des Einbecker Pastors Johann Bernhard Crome (* 3. Februar 1660, † 18. November 1721) und seiner Frau Dorothea Hedwig geb. Reiche (1672–1735), studierte Theologie in Jena und wurde zunächst Hauslehrer in Münden, wo er am 16. Mai 1732 die dortigen Salzburger Exulanten begrüßen durfte, und in Hannover. 1738 wurde er Mitglied der „Deutsche(n) Gesellschaft in Göttingen“ und 1739 Pastor in Rehburg, wo 1749 die neugebaute Kirche eingeweiht wurde. Crome kümmerte sich um die Kureinrichtungen in Bad Rehburg, zu deren Heilquellen er einen geschichtlichen Abriss verfasste.

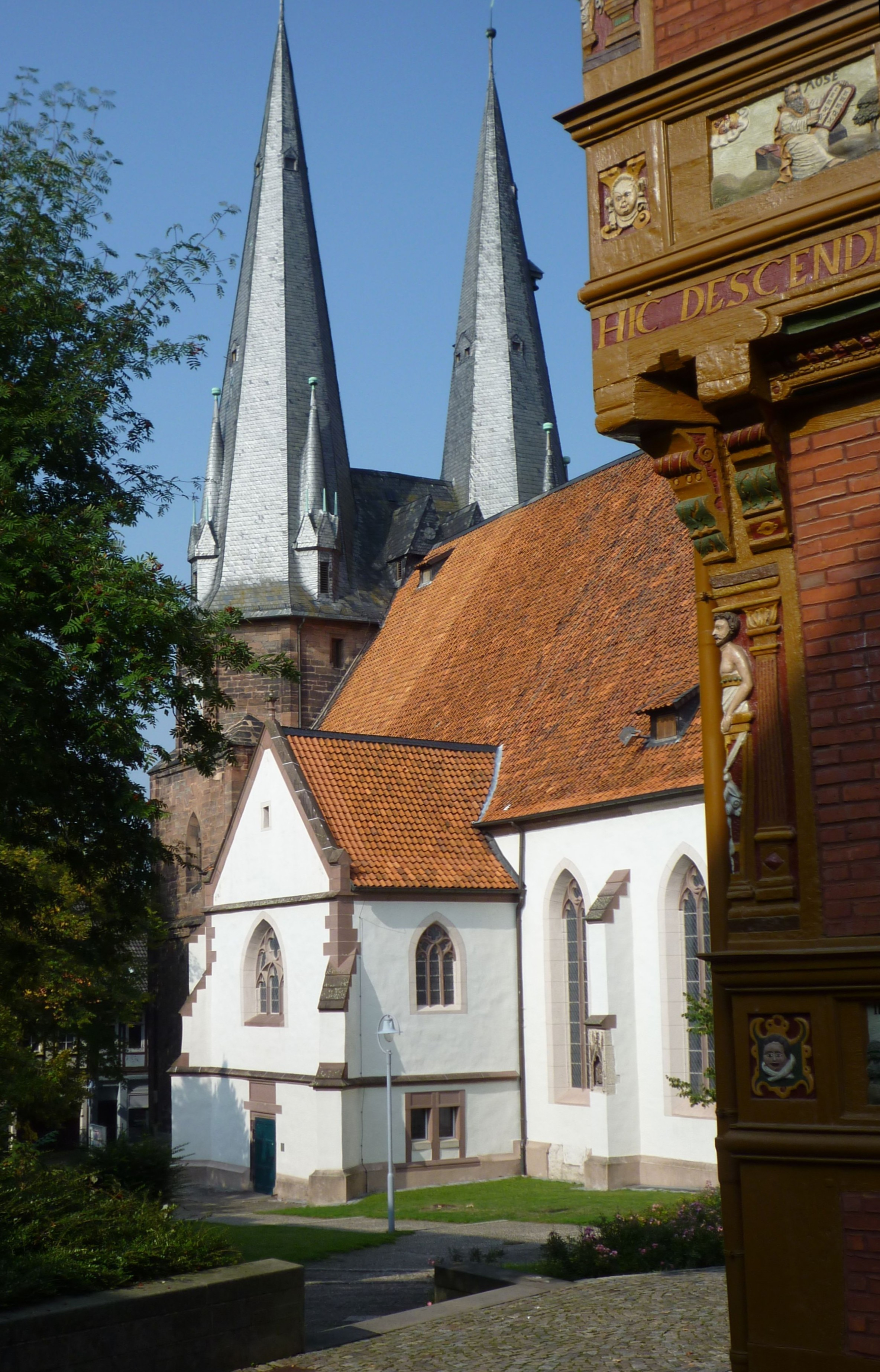
St. Nicolai in Alfeld

1758 wurde er erster Pastor und Generalsuperintendent in Alfeld sowie Konsistorialrat für das Stift Hildesheim (23. Mai 1759).
Er verfasste 21 kleinere Schriften teils theologischen, teils pfarramtspraktischen Inhalts, daneben Gelegenheitsschriften und humoristische Schriften.
Seine älteste Tochter Eleonore Friderike (1741–1788) aus der 1740 geschlossenen ersten Ehe mit Eleonore Carstens (1712 – 25. Februar 1755), Tochter des Pastors in Wiezendorf Ludwig Stats Carstens, heiratete Christian Walch. Ein Sohn war der Rektor Ludwig Gottlieb Crome. Die Tochter Katharina Dorothea (1744–1799) heiratete 1766 den Hildesheimer Pfarrer Friedrich Georg Hornemann und wurde die Mutter unter anderem des deutschen Afrikaforschers Friedrich Konrad Hornemann. 
Aus der zweiten Ehe von 1756 mit der Schwägerin Sophia Dorothea Carstens (6. Juni 1722 – 14. September 1757) entstammte der spätere Einbecker Superintendent Friedrich August Crome. Die Ehefrau starb an der Roten Ruhr, die sich in Rehburg nach der Schlacht bei Hastenbeck ausbreitete.
Dritte Ehefrau war ab 1758 Amalie Sophie Meier (1725 – 29. März 1783). Der Sohn Heinrich Wilhelm (1759–1817) aus dieser Ehe wurde Advokat, Landessyndikus und schließlich Hofgerichtsassessor in Hildesheim.